# Плоское (Львовская область)
Плоское (укр. Плоске) — село в Стрелковской сельской общине Самборского района Львовской области Украины.
Население по переписи 2001 года составляло 205 человек. Занимает площадь 1,05 км². Почтовый индекс — 82090. Телефонный код — 3238.